# 斉藤巻石
斉藤 巻石（さいとう けんせき、寛政10年（1798年） - 明治7年（1874年）5月）は、江戸時代後期の南画家・大網元。名は源作。号に巻石・南乙・挙石・白湾漁長・兎山清農・大洋庵主人・拱寿庵主など。上総国山辺郡四天木村（現・千葉県大網白里市）の生まれ。

## 略歴
九十九里浜の大網元・斉藤四郎右衛門の次男として生まれる。当時、鰯漁が盛んで多くは干鰯に加工され、関西方面で農産物の肥料として需要が高かった。このため大網元・斉藤家には巨万の富がもたらされていた。
14歳の時に一宮の中村家の養子となる。このときの様子は「白馬銀鞍に跨がり。供の物数百人を従えた行列」と語り継がれるほどだった。しかし、兄が早世したため、養家を辞して実家の家督を継ぐ。兄の遺児滄海の養父となり、28歳で滄海に家督を譲り隠居する。隠居後は本家のある四天木宮脇から離れた海岸に「大洋庵」を建て書画三昧に暮らす。
当時、九十九里浜には多くの文人墨客が遊歴しており、巻石の大洋庵にも梁川星巌・紅蘭夫妻が滞在したほか、椿椿山・高久靄厓・福田半香・高隆古・岡本秋暉・山本梅逸・木下逸雲・瀧和亭・栗本鴻堂など著名な画人が訪れた。
天保13年（1842年）44歳の時に足利を遊歴し、その足で椿椿山に入門。64歳から2年あまり越後で過ごし、一時は上野付近に家を構えたが、すぐに四天木村に戻る。文久2年（1862年）、拱寿庵と群蛙亭屋を築き、自らを遊歴人と称して諸国を遊歴しつつ文雅に暮らした。
明治7年（1874年）5月、書状「書置之事」を遺して死去。享年76歳。
瀧和亭が描いた巻石唯一の肖像画は関東大震災で焼失した。

## 作品
- 「涅槃図」文政12年（1829年）
- 「赤城神社の幟」天保10年（1839年）
- 「山水画屏風絵」天保14年（1843年） 東京国立博物館（森鷗外所蔵品）
- 「赤城大明神尊像」嘉永元年（1848年）